# Esercito rivoluzionario di Bougainville
L'Esercito rivoluzionario di Bougainville (BRA, Bougainville Revolutionary Army) fu un'organizzazione paramilitare attiva tra il 1980 ed il 2000 circa, protagonista della guerra civile di Bougainville che nel 2019 portò l'isola di Bougainville al referendum sull'indipendenza.